# یواس‌اس ال‌اس‌تی-۹۸۱
یواس‌اس ال‌اس‌تی-۹۸۱ (به انگلیسی: USS LST-981) یک کشتی بود که طول آن ۳۲۸ فوت (۱۰۰ متر) بود. این کشتی در سال ۱۹۴۴ ساخته شد.